# Witney
Witney is een stad en civil parish in West Oxfordshire in het Verenigd Koninkrijk, circa 20 kilometer ten westen van Oxford. De census van 2001 telde 22.765 inwoners.
In de Middeleeuwen was de lakenindustrie van Witney wereldberoemd, wat werd toegeschreven aan de zuivere kwaliteit van het water in de rivier de Windrush. De laatste fabriek werd echter eind 20e eeuw gesloten. In 1898 werden de dorpen Curbridge en Hailey geannexeerd. Een nieuw industrieterrein aan de westkant, een fastfoodrestaurant naast de afrit van de interlokale A40 en enkele grootschalige nieuwbouwprojecten rondom het oude maar kleine centrum moeten verdere groei stimuleren en de regionale functie versterken, om zo de rest van de streek, een officiële AONB (Area of Outstanding Natural Beauty), te ontlasten.
De afgevaardigde van het kiesdistrict Witney in het Lagerhuis was van 7 juni 2001 tot en met 12 september 2016 David Cameron van de Conservatieven. Hij was van 11 mei 2010 tot en met 13 juli 2016 tevens premier van het Verenigd Koninkrijk.